# مونيكا كنودسن
مونيكا كنودسن (بالنرويجية البوكمول: Monica Knudsen)‏ هي مدربة كرة قدم ولاعبة كرة قدم نرويجية، ولدت في 25 مارس 1975 في آرندال في النرويج. لعبت مع Fortuna Hjørring ‏.

## وصلات خارجية
- مونيكا كنودسن على موقع الاتحاد الدولي (مؤرشف)  (الإنجليزية)
- مونيكا كنودسن على موقع اتحاد النرويج (النرويجية)
- مونيكا كنودسن على موقع قاعدة بيانات كرة القدم.إي يو (الإنجليزية)
- مونيكا كنودسن على موقع عالم كرة القدم.نت (الإنجليزية)
- مونيكا كنودسن على موقع اللجنة الأولمبية الدولية (الإنجليزية)
- مونيكا كنودسن على موقع أوليمبيديا (الإنجليزية)